# Rotterdam Open 2019 - Qualificazioni singolare
Le qualificazioni del singolare del Rotterdam Open 2019 sono state un torneo di tennis preliminare per accedere alla fase finale della manifestazione. I vincitori dell'ultimo turno sono entrati di diritto nel tabellone principale. In caso di ritiro di uno o più giocatori aventi diritto a questi sono subentrati i lucky loser, ossia i giocatori che hanno perso nell'ultimo turno ma che avevano una classifica più alta rispetto agli altri partecipanti che avevano comunque perso nel turno finale.

## Teste di serie
1. Gilles Simon (qualificato)
2. Jan-Lennard Struff (primo turno)
3. Marius Copil (ultimo turno, lucky loser)
4. Peter Gojowczyk (qualificato)

1. Denis Kudla (primo turno)
2. Ilya Ivashka (primo turno)
3. Ernests Gulbis (ultimo turno, lucky loser)
4. Thomas Fabbiano (qualificato)

## Qualificati
1. Gilles Simon
2. Franko Škugor

1. Thomas Fabbiano
2. Peter Gojowczyk

### Lucky loser
1. Marius Copil

1. Ernests Gulbis

## Tabellone

### Legenda
| - Q = Qualificato - WC = Wild card - LL = Lucky loser | - ALT = Alternate - SE = Special Exempt - PR = Protected Ranking | - w/o = Walkover - r = Ritirato - d = Squalificato |

### Sezione 1
|  | Primo turno | Primo turno       | Primo turno       | Primo turno | Primo turno |  |  | Ultimo turno | Ultimo turno   | Ultimo turno   | Ultimo turno | Ultimo turno |  |
|  |             |                   |                   |             |             |  |  |              |                |                |              |              |  |
|  | 1           | Gilles Simon      |                   |             |             |  |  |              |                |                |              |              |  |
|  |             | Bye               |                   |             |             |  |  | 1            | Gilles Simon   | Gilles Simon   | 7            | 7            |  |
|  |             | Sergiy Stakhovsky | Sergiy Stakhovsky | 3           | 4           |  |  | 7            | Ernests Gulbis | Ernests Gulbis | 62           | 62           |  |
|  | 7           | Ernests Gulbis    | Ernests Gulbis    | 6           | 6           |  |  |              |                |                |              |              |  |

### Sezione 2
|  | Primo turno | Primo turno        | Primo turno        | Primo turno | Primo turno |  |  | Ultimo turno | Ultimo turno  | Ultimo turno | Ultimo turno | Ultimo turno |  |
|  |             |                    |                    |             |             |  |  |              |               |              |              |              |  |
|  | 2           | Jan-Lennard Struff | Jan-Lennard Struff | 4           | 4           |  |  |              |               |              |              |              |  |
|  | WC          | Ryan Nijboer       | Ryan Nijboer       | 6           | 6           |  |  | WC           | Ryan Nijboer  | 6            | 2            | 4            |  |
|  | Alt         | Franko Škugor      | Franko Škugor      | 7           | 6           |  |  | Alt          | Franko Škugor | 4            | 6            | 6            |  |
|  | 6           | Ilya Ivashka       | Ilya Ivashka       | 64          | 0           |  |  |              |               |              |              |              |  |

### Sezione 3
|  | Primo turno | Primo turno      | Primo turno     | Primo turno | Primo turno |  |  | Ultimo turno | Ultimo turno    | Ultimo turno | Ultimo turno | Ultimo turno |  |
|  |             |                  |                 |             |             |  |  |              |                 |              |              |              |  |
|  | 3           | Marius Copil     | 63              | 7           | 7           |  |  |              |                 |              |              |              |  |
|  | WC          | Scott Griekspoor | 7               | 62          | 6(1)        |  |  | 3            | Marius Copil    | 5            | 6            | 65           |  |
|  | WC          | Jelle Sels       | Jelle Sels      | 1           | 62          |  |  | 8            | Thomas Fabbiano | 7            | 3            | 7            |  |
|  | 8           | Thomas Fabbiano  | Thomas Fabbiano | 6           | 7           |  |  |              |                 |              |              |              |  |

### Sezione 4
|  | Primo turno | Primo turno     | Primo turno     | Primo turno | Primo turno |  |  | Ultimo turno | Ultimo turno    | Ultimo turno | Ultimo turno | Ultimo turno |  |
|  |             |                 |                 |             |             |  |  |              |                 |              |              |              |  |
|  | 4           | Peter Gojowczyk | Peter Gojowczyk | 7           | 6           |  |  |              |                 |              |              |              |  |
|  |             | Evgeny Donskoy  | Evgeny Donskoy  | 67          | 4           |  |  | 4            | Peter Gojowczyk | 6            | 62           | 6            |  |
|  |             | Andrey Rublev   | 7               | 64          | 6           |  |  |              | Andrey Rublev   | 4            | 7            | 2            |  |
|  | 5           | Denis Kudla     | 64              | 7           | 2           |  |  |              |                 |              |              |              |  |